# Раул (крал на Франция)
Вижте пояснителната страница за други личности с името Раул.
Раул, също Ралф, Рудолф (на френски: Raoul, Rodolphe) е херцог на Бургундия (921 – 923) и крал на Франция (923 – 936).

## Биография
Роден е през 890 г. в Оксер. Син е на Рихард I, от 880 г. първият херцог на Бургундия, и Аделхайд Бургундска (870–929) от род Велфи. Брат е на Бозон I и Хуго Черния.
През 921 г. Раул се жени за Емма Френска, дъщеря на краля на Франция Робер I и Беатрис Вермандоа. Същата година той наследява Бургундското херцогство след смъртта на баща му. През 923 г. е посочен от бароните за наследник на Робер I. Раул предоставя Бургундия на брат си Хуго Черния.
Раул и Емма имат само един син Луи (* 934), който умира много малък.